# Ancognatha manca
Ancognatha manca är en skalbaggsart som beskrevs av Leconte 1866. Ancognatha manca ingår i släktet Ancognatha och familjen Dynastidae. Inga underarter finns listade i Catalogue of Life.